# Dmitrij Michajłowski
Dmitrij Fiodorowicz Michajłowski, ros. Дмитрий Фёдорович Михайловский (ur. w 1904 w Tbilisi, zm. 1946) – radziecki wojskowy (podpułkownik), komendant szkoły podoficerskiej Legionu Gruzińskiego podczas II wojny światowej.

## Życiorys
Według różnych źródeł służył w Armii Czerwonej od 1922 r. lub 1932 r. W 1940 r. dowodził szwadronem kawalerii. Przed atakiem wojsk niemieckich na ZSRR 22 czerwca 1941 objął dowodzenie w stopniu kapitana w 17 Zmotoryzowanym Pułku Strzeleckim 17 Dywizji Strzeleckiej. Podczas walk został awansowany do stopnia majora. W II połowie lipca odznaczono go Orderem Lenina. Awansował prawdopodobnie na podpułkownika. Podczas wychodzenia z okrążenia w rejonie Witebska mianowano go 26 lipca pełniącym obowiązki dowódcy nowo sformowanej 1 Moskiewskiej Proletariackiej Strzeleckiej Dywizji Zmotoryzowanej. Trwało to do 1 sierpnia, kiedy dostał się do niewoli. Przebywał w stalagu nr 325. Wiosną 1942 r. wstąpił ochotniczo do Legionu Gruzińskiego. Objął w stopniu pułkownika funkcję komendanta szkoły podoficerskiej Legionu w okupowanym Radomiu. Po zakończeniu wojny deportowano go do ZSRR. W 1946 został skazany. Nie wiadomo jednak, jaką otrzymał karę i jakie były jego dalsze losy.